# Abovský starý hrad
Abovský starý hrad se nacházel v blízkosti obce Seňa v okrese Košice-okolí. Uvádí se i pod názvy Ouwar (1322) nebo castrum Nagyowar (1317).